# Un'età da sballo
Un'età da sballo è un film italiano del 1983 diretto da Elo Pannacciò.

## Trama
Terminato il collegio, l'adolescente Giulia trascorre con le amiche Chiara e Beatrice le vacanze al mare nella villa dei genitori, dove giunge poco dopo anche Paolo, collega invitato dal padre. Essendo ancora vergine, Giulia vuole che la sua "prima volta" sia proprio con Paolo; questi, conquistato dalla freschezza della ragazza, cade ben presto nella trappola, disdegnando anche gli approcci della madre di Giulia. Ottenuto quanto voleva, Giulia torna dai suoi amici, lasciando Paolo.